# Mercey-le-Grand
Mercey-le-Grand is een gemeente in het Franse departement Doubs (regio Bourgogne-Franche-Comté) en telt 408 inwoners (1999). De plaats maakt deel uit van het arrondissement Besançon.

## Geografie
De oppervlakte van Mercey-le-Grand bedraagt 6,5 km², de bevolkingsdichtheid is 62,8 inwoners per km².

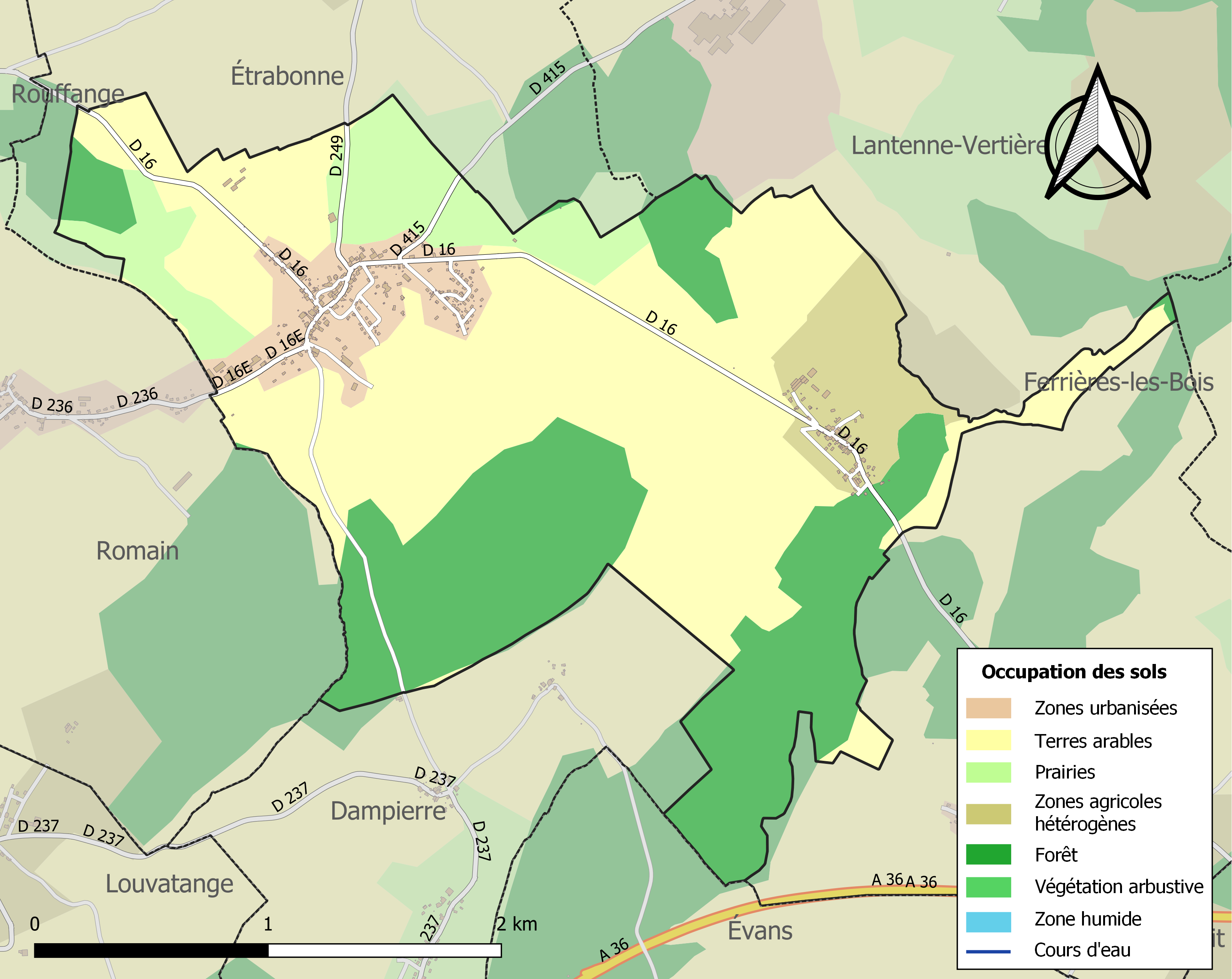
Kaart van de gemeente met de belangrijkste infrastructuur, bodemgebruik en omliggende gemeenten

## Demografie
Onderstaande figuur toont het verloop van het inwonertal (bron: INSEE-tellingen).